# Усадьба Тургеневых — Боткиных
Усадьба Тургеневых — Боткиных — архитектурный ансамбль городской усадьбы XVIII века, расположен в Москве по адресу Петроверигский переулок дом 4. С 2019 года в главном здании усадьбы располагается Музейно-выставочный центр «РОСИЗО». Объект культурного наследия народов России федерального значения.

## История
По преданию на этом месте располагалось подворье митрополита, однако документальных подтверждений этому нет. В XVII веке здесь были построены палаты из камня, на основе которых в конце XVII — начале XVIII веков было возведено главное здание усадьбы. В его подвале сохранились своды предыдущей постройки. Фасад усадебного дома выходил на Петроверигскую церковь, которая дала имя переулку и до наших дней не дошла.
В 1803 году имение купил и жил здесь до своей смерти в 1807 году директор Московского университета Иван Петрович Тургенев. При его жизни дом стал литературным салоном, его гостями часто были Н. М. Карамзин, М. М. Херасков, В. А. Жуковский, последний был другом сына Тургенева Андрея.
Усадьба пострадала в пожаре 1812 года, лишь через двадцать лет имение приобрело нового владельца в лице купца Петра Кононовича Боткина. Он заказал перестройку главного дома, фасад был декорирован в стиле позднего ампира ионическими капителями, венками с лентами, лепниной на античный мотив между пилястрами портика. Во дворе были построены два парных флигеля. При Боткине усадьба также превратилась в один из центров культурной и общественной жизни города. Дом посещали А. И. Герцен и Н. П. Огарев, В. Г. Белинский и И. И. Панаев, Н. В. Гоголь и Л. Н. Толстой, актёры М. С. Щепкин и П. С. Мочалов. Сын Боткина Василий был другом В. Г. Белинского, который некоторое время даже проживал в усадьбе. Ещё один гость, А. А. Фет, был родственником хозяина — его женой была Мария Петровна Боткина. Отец русского физика Петра Николаевича Лебедева работал на фирме Боткиных и арендовал в правой пристройке главного дома квартиру, где в 1866 году и родился его сын.
В 1907 году хозяином усадьбы стал московский голова Николай Иванович Гучков, женившийся на внучке Петра Кононовича Вере Петровне. Она умерла в 1916 году, в 1918 году имение было национализировано, а Гучков в 1920 году эмигрировал во Францию.
Первоначально при советской власти дом был разделён на коммунальные квартиры, в 1935 году часть владения подверглась застройке. После Великой Отечественной войны в бывшей усадьбе открыли детский сад, его сменил склад издательства «Медицина», после него дом занимали другие государственные учреждения. В 1970-е годы здесь разместили Московский городской Совет по туризму и экскурсиям (МГТЭС), его правопреемник ООО «Мостуризм» находится по этому адресу и в настоящее время.
Главный дом подвергся комплексной научной реставрации. Интерьеры сохранились частично. Соседствующий в усадьбе с «Мостуризмом» Благотворительный фонд содействия сохранению культурно-исторического наследия усадьбы «Дом Боткиных» поддерживает связи с потомками Боткиных как в России, так и за рубежом.
К 2017 году в здании была проведена ещё одна, комплексная реставрация, после которой в усадьбе открылся Музей военной формы Российского военно-исторического общества (РВИО). Перед музеем была установлена серия бюстов — Аллея правителей России.
В 2019 году Музей военной формы переехал в усадьбу Васильчиковых. В здании открылось Новое пространство Музейно-выставочного центра «РОСИЗО»

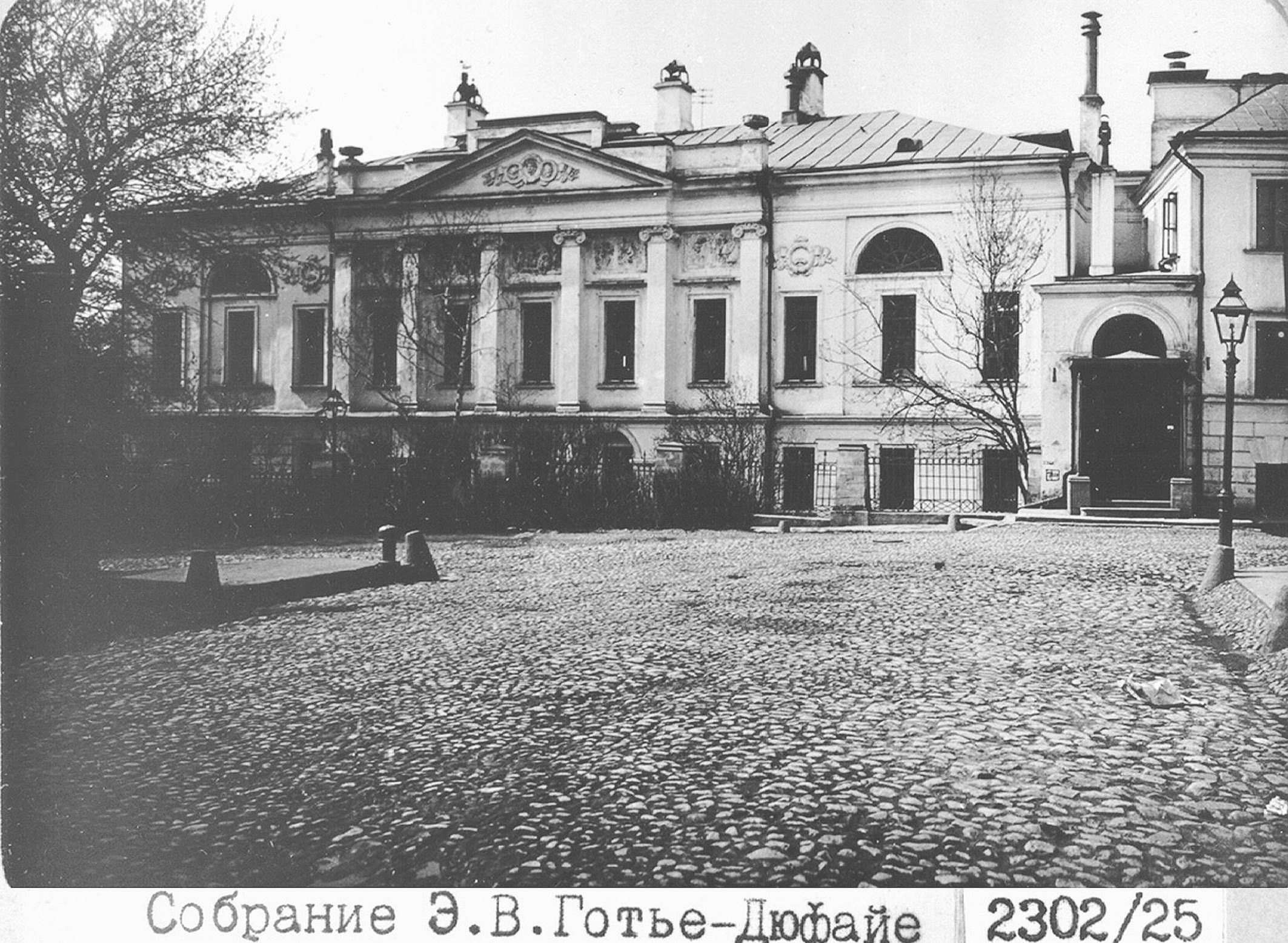
Усадебный дом в 1913 году.
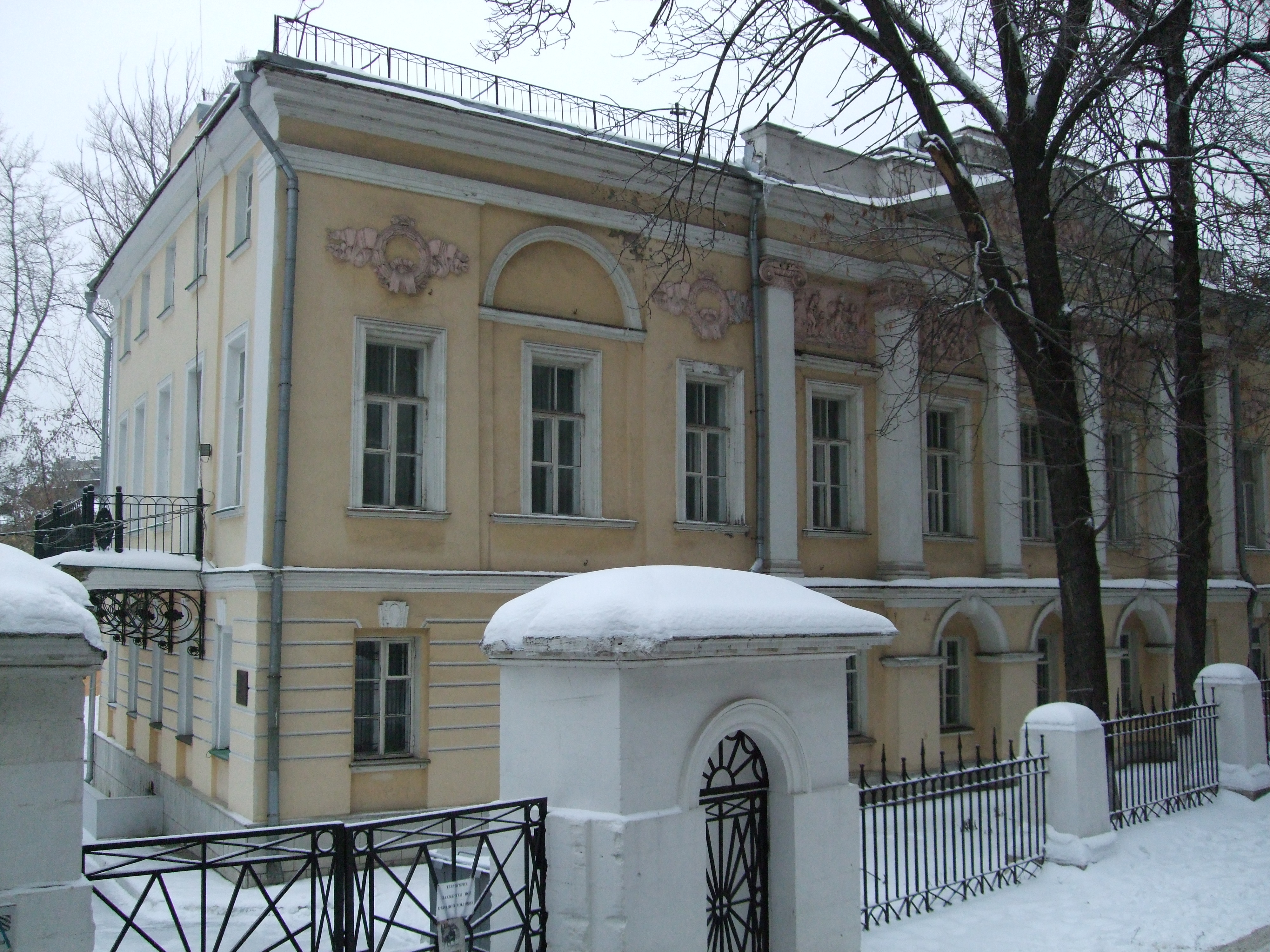
Дом и ограда с воротами в 2010 году.
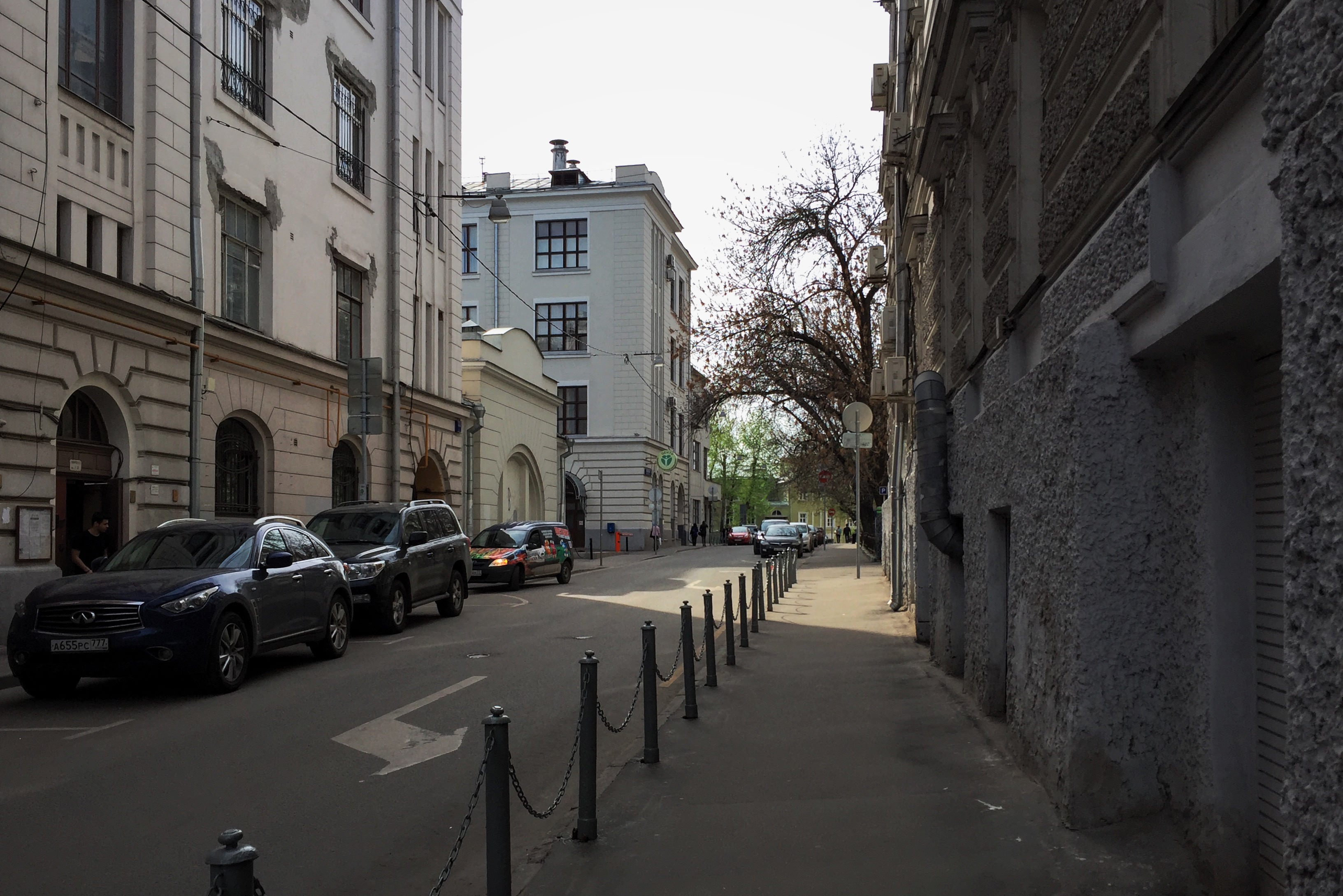
Вид к западу от угла главного дома
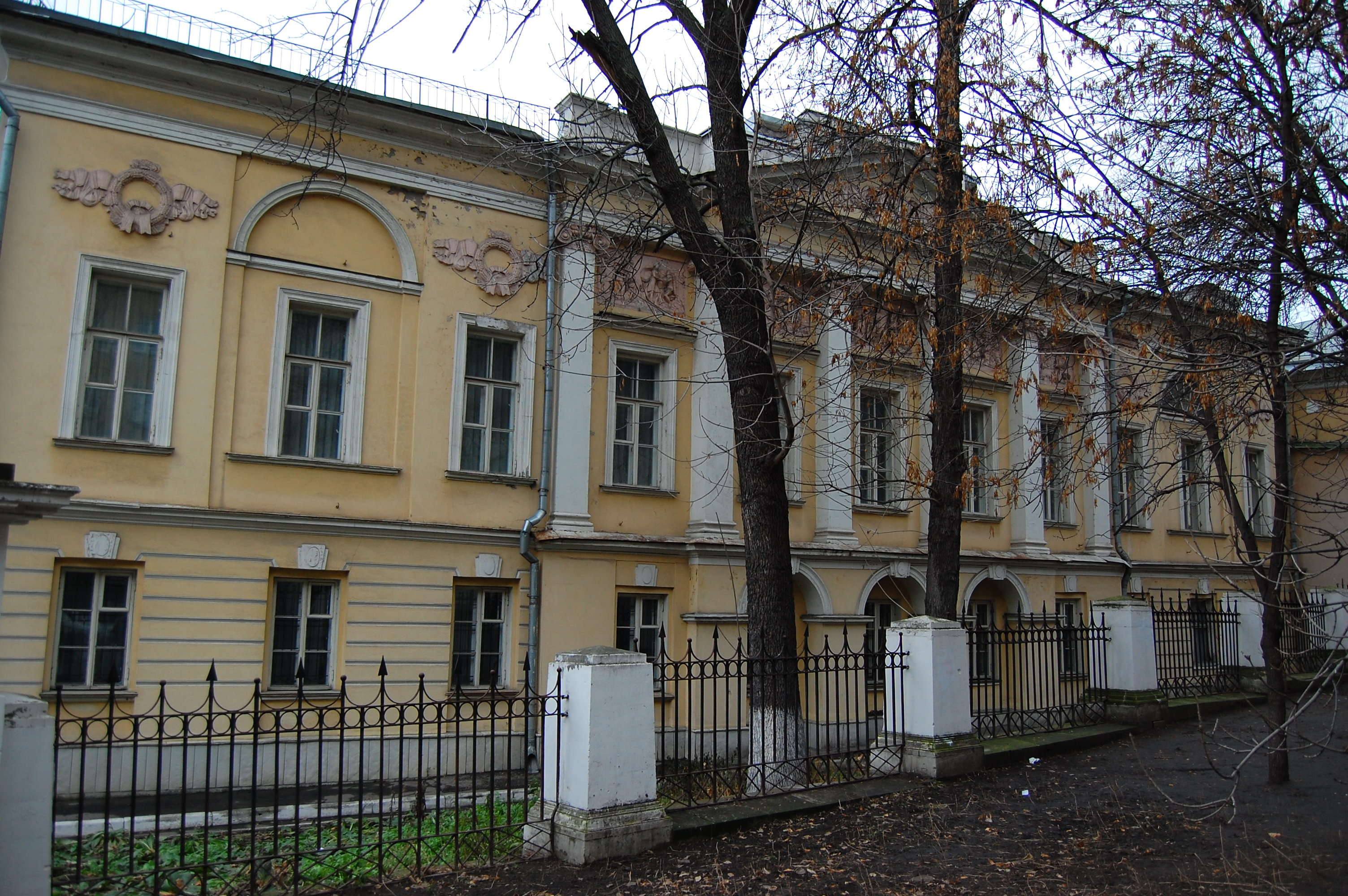
Усадьба в 2011 году.